# Magdalena Bermejo
Magdalena (Magda) Bermejo (1962) és una primatòloga espanyola i una autoritat mundial en goril·les de les planes occidentals. Des de 1991 ha viscut per períodes llargs amb el seu marit, Germán Illera, en les selves pluvials de la República de Congo, coordinant treballs d'investigació i conservació dels goril·les. Bermejo va calcular que 5,000 goril·les van morir d'Ebola a Gabon i a la República de Congo.

## Carrera
Bermejo va créixer a Madrid. Va començar la seva carrera com a psicòleg infantil i més tard com a primatòloga. De vegades se l'ha conegut com la "Dian Fossey del Congo", Actualment treballa pel Programa per la Conservació i Utilització Racional dels Ecosistemes de Bosc a l'Àfrica Central (ECOFAC), un programa patrocinat per la Unió Europea que estableix un marc regional per conservar selvas pluvials a Àfrica central. És també membre de la facultat en el Departament de Biologia Animal en la Universitat de Barcelona dins Espanya.

## Recerca de primat

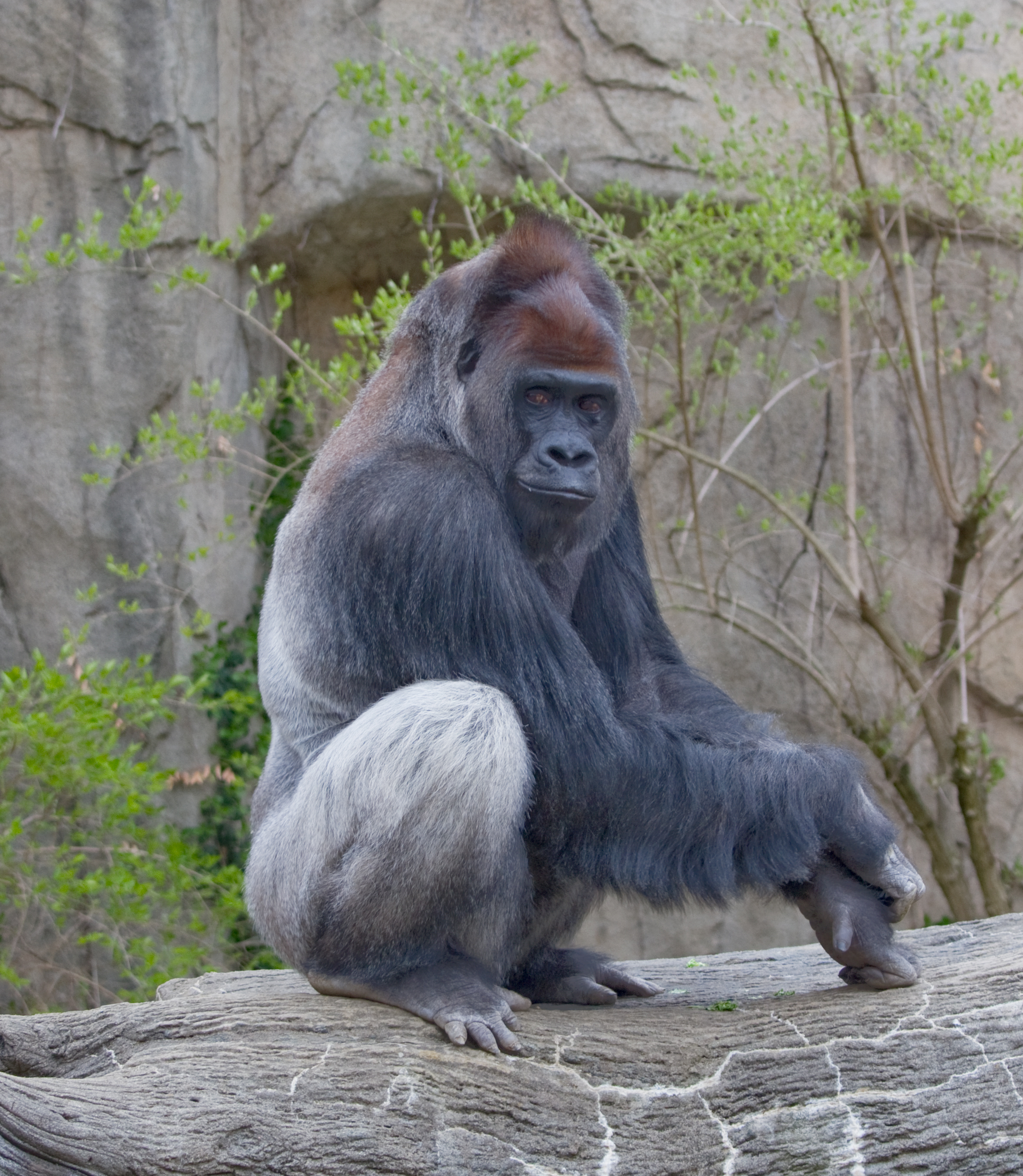
Occidental Lowland Goril·la (mascle)

Bermejo va visitar Àfrica per primera vegada l'any 1986, a l'edat de 22, per estudiar els ximpanzés al Senegal. Llavors va anar al Lilungu (Ikela) regió dins Zaire (ara la República Democràtica del Congo) per estudiar bonobos amb un col·lega de Barcelona, Jordi Sabater Pi. Van començar feina dins 1988 i va ser forçat per condicions de guerra per acabar-lo dins 1990. Conservationists Va témer que el bonobos no hi havia sobreviscut la guerra, però una població de bonobos va ser trobat en l'àrea dins 2005.
Mentre dins Barcelona, Bermejo conegut i casat alemany Ilera, un espanyol que va començar com a estudiant de llei i llavors esdevenia un videographer i naturalist. Dins 1991, el dos va començar estudiar goril·les en una àrea que més tard esdevenia el Lossi Santuari. Eren les primeres persones a habituate occidental lowland goril·les a presència humana. Un prerequisite a estudiar-los, habituation requereix visites diàries per damunt aproximadament tres anys. Per 2002, havien identificat 10 grups socials en una població de 143. La seva feina va ser descrita en un vídeo Geogràfic Nacional de 2001.
Entre octubre 2002 i gener 2003, alhora que els éssers humans en pobles propers començaven per morir de la tensió de Zaire de l'Ebola malaltia de virus (ZEBOV), 130 dels 143 goril·les van morir. Els investigadors van controlar set grups més socials, i trobat que 91 de 95 goril·les van morir entre octubre 2003 i gener 2004. Extrapolant d'aquests resultats, van calcular que en un 2,700-quadrat-quilòmetre (1,000 sq mi) àrea al voltant del Lossi Santuari, aproximadament 5000 goril·les van morir. A causa de l'índex de mortalitat alt, la Unió Internacional per Conservació de Naturalesa (IUCN) va llistar l'occidental lowland goril·la com Critically Endangered, un pas lluny d'Extint en el Salvatge.
Inicialment, les opinions van ser dividides damunt si ZEBOV era la causa de les morts, i si tan si la malaltia va ser estesa via un reservoir en altra espècie (per exemple, ratpenats o ocells) o per goril·la-a-transmissió de goril·la. Fora de dotze carcasses que Bermejo i el seu grup examinat, nou positiu provat per Ebola. Pel lag temps entre morts en neighboring grups socials, eren capaços de mostrar que la malaltia principalment estesa de grup social a grup social. Basat en aquests resultats, altres científics han argumentat per una campanya de vaccinació per protegir altres goril·les.
Bermejo Ha continuat estudiar goril·les després del Ebola esclat. Dins 2009, va trobar una concentració d'ells a prop Odzala Parc Nacional. Sis grups socials han estat trobats, dos dels quals són habituated. Entre els focus de l'estudi són l'impacte d'Ebola i interaccions amb altra espècie (ximpanzés i éssers humans).

## Eco-Turisme i conservació
Després que la pèrdua de goril·les a Ebola, Bermejo va començar per crear projectes de comunitat per ajudar tots dos els goril·les i les persones en pobles propers. Amb suport de Sabine Plattner Caritats africanes, desenvolupament del poble proper Mbomo ha començat, amb plans per un centre de comunitat, Internet i enriquiment educatiu. Odzala Ngaga Campament, el lloc de recerca de Bermejo i Illera i la seva casa, ha esdevingut una destinació pels safaris correguts per Wilderness Safaris. Les gires de goril·la a través d'un Marantaceae (arrowroot) el bosc és dirigit per rastrejadors que treballen per Bermejo.

## Feines
- Bermejo, Magdalena «Status and conservation of primates in Odzala National Park, Republic of the Congo». Oryx, 33, 4, 1999, pàg. 324–332. DOI: 10.1046/j.1365-3008.1999.00081.x.
- Walsh, Peter D.; Abernethy, Kate A.; Bermejo, Magdalena; Beyers, Rene; De Wachter, Pauwel; Akou, Marc Ella; Huijbregts, Bas; Mambounga, Daniel Idiata; Toham, Andre Kamdem; 3 «Catastrophic ape decline in western equatorial Africa». Nature, 422, 6932, 2003, pàg. 611–614. DOI: 10.1038/nature01566 [Consulta: 13 novembre 2013].
- Leroy, E. M.; Rouquet, P.; Formenty, P.; Souquiere, S.; Kilbourne, A.; Froment, J. M.; Bermejo, M.; Smit, S.; Karesh, W.; 7 «Multiple Ebola Virus Transmission Events and Rapid Decline of Central African Wildlife». Science, 303, 5656, 2004, pàg. 387–390. Arxivat de l'original el 4 de març 2016. DOI: 10.1126/science.1092528. PMID: 14726594 [Consulta: 13 novembre 2013].
- Bermejo, M.; Rodriguez-Teijeiro, J. D.; Illera, G.; Barroso, A.; Vila, C.; Walsh, P. D. «Ebola Outbreak Killed 5000 Gorillas». Science, 314, 5805, 2006, pàg. 1564–1564. DOI: 10.1126/science.1133105.